# Rubus tuberculatus
Espèce
Rubus tuberculatus est une espèce de plantes à fleurs de la famille des rosacées et du genre Rubus.

## Description
Rubus tuberculatus possède des turions à angles arrondis et aux faces planes. Sur les zones exposées à la lumière, ils se teintent de rouge, le reste du végétal est vert. On peut remarquer la présence de pruine et de nombreux aiguillons. Il comporte des feuilles pédalées (qui qualifie une feuille à plusieurs segments, le médian étant libre et les latéraux s'insérant chacun sur celui qui le précède) à trois folioles, rarement cinq. Le foliole terminal est ovale, à bords droits ; sa face supérieure comporte dix à trente poils au mètre carré ; sa face inférieure est vert grisâtre à gris et est muni de nombreux poils courts peu perceptibles au touché.
Les fleurs d'un diamètre de trente à quarante millimètres, sont blanches. L'inflorescence de cette ronce est très dense. Elle comporte dix à quinze fleurs réunies de manière pyramidale. La floraison commence fin juin et se poursuit tout l'été.
Les fruits sont en partie avortés.

## Habitat et répartition
On le rencontre dans les fourrés, les lisières forestières, sur un sol pauvre en calcaire et généralement assez frais. Il est présent en Irlande, en Grande-Bretagne, en France, et en Allemagne.